# Ernobius caudatus
Ernobius caudatus är en skalbaggsart som beskrevs av Van Dyke 1923. Ernobius caudatus ingår i släktet Ernobius och familjen trägnagare. Inga underarter finns listade i Catalogue of Life.